# ديتر كورن
ديتر كورن (بالألمانية: Dieter Korn)‏ هو إحاثي ألماني، ولد في 1958 في زوندرن في ألمانيا.